# Valdieu-Lutran
Valdieu-Lutran è un comune francese di 390 abitanti situato nel dipartimento dell'Alto Reno nella regione del Grand Est.

## Società

### Evoluzione demografica
Abitanti censiti